# Ettlenschieß
Ettlenschieß ist ein Ortsteil der Gemeinde Lonsee im Alb-Donau-Kreis in Baden-Württemberg. Das Dorf liegt zwei Kilometer nördlich von Lonsee.

## Geschichte
Ettlenschieß wurde wohl zwischen dem 8. und 10. Jahrhundert gegründet. Erst 1333 wird es in den Wettenhauser Annalen in einem Tauschvertrag zwischen dem Kloster Wettenhausen und Wengenkloster in Ulm erstmals urkundlich erwähnt.  Der Ort gehörte zur Herrschaft Albeck und wurde mit dieser von dem verschuldeten Grafen Heinrich von Werdenberg und seiner Frau Agnes, geb. von Helfenstein 1385 an Ulm verkauft. Von 1563 bis 1774 bestand in Ettlenschieß ein ulmisches Amt, das dann mit Lonsee vereinigt wurde. Besitzungen in Ettlenschieß gehörten zur Gründungsausstattung des Ende des 11. Jahrhunderts entstandenen Klosters Wettenhausen. Diese kamen 1393 an das Ulmer Wengenkloster.
Im Jahr 1803 kam Ettlenschieß an Bayern und 1810 durch den Grenzvertrag zwischen Bayern und Württemberg an das Königreich Württemberg.
Ettlenschieß wurde am 1. April 1972 nach Lonsee eingemeindet.

## Wappen
Wappenbeschreibung: „Im weißen Schildhaupt eine rote Krone zwischen zwei schräg nach außen und oben weisenden Lilien (Gievenspitzen), darunter in Rot eine stehende weiße Hirschkuh.“

## Sehenswürdigkeiten
- Evangelische Pfarrkirche, gotischer Bau des 14. und 15. Jahrhunderts mit Erweiterung von 1912. Chor ausgemalt 1882 von Max Bach.